# Tryggevælde amt
Tryggevælde amt (danska: Tryggevælde Amt) var ett amt i sydöstra Danmark. Amtet omfattade ett område i den sydöstra delen av ön Själland. Den enda staden i amtet var Store Heddinge.

## Administrativ historik
Tryggevælde amt bildades när Danmarks län ersattes av amt 1662 och ersatte då det dåvarande slottslänet Tryggevælde län.
Amtet upphörde 1750 då det, tillsammans med Vordingborgs amt, blev en del av det då nybildade Præstø amt, som sedan i sin tur, i samband med kommunreformen 1970, till större delen blev en del av Storstrøms amt, medan en mindre del, den norra delen av detta område, fördes till Roskilde amt. Sedan kommunreformen 2007 tillhör området i sin helhet Region Själland.

## Härader
Tryggevælde amt omfattade tre härader:
- Bjæverskovs härad
- Fakse härad
- Stevns härad